# Nhà hát Lớn Hà Nội
Nhà hát Lớn Hà Nội là một công trình kiến trúc tại thành phố Hà Nội, Việt Nam, phục vụ biểu diễn nghệ thuật. Nhà hát tọa lạc trên quảng trường Cách mạng tháng Tám, vị trí ở số 1A phố Tràng Tiền, phường Tràng Tiền, quận Hoàn Kiếm, thành phố Hà Nội, không xa hồ Hoàn Kiếm và Bảo tàng Lịch sử Việt Nam, cạnh khách sạn Hilton Hanoi Opera, nhìn ra các vườn hoa Nhà hát Lớn và vườn hoa 19-8. Công trình được người Pháp khởi công xây dựng năm 1901 và hoàn thành năm 1911, theo mẫu Nhà hát Opéra Garnier ở Paris nhưng mang tầm vóc nhỏ hơn và sử dụng các vật liệu phù hợp với điều kiện khí hậu địa phương. Tác phẩm của hai kiến trúc sư Harlay và Broyer mang nhiều màu sắc, đường nét kiến trúc của các nhà hát ở miền Nam nước Pháp, có cách tổ chức mặt bằng, không gian biểu diễn, cầu thang, lối vào sảnh... giống với các nhà hát ở châu Âu đầu thế kỷ 20. Mặc dù là một công trình kiến trúc mang tính chiết trung, được pha trộn nhiều phong cách, nhưng Nhà hát Lớn Hà Nội vẫn mang đậm dáng vẻ Tân cổ điển Pháp, đặc biệt ở kết cấu kiến trúc, kiểu mái hai mảng lợp ngói đá đen cùng các họa tiết trang trí bên trong. Ra đời muộn hơn các nhà hát ở Thành phố Hồ Chí Minh và Hải Phòng, nhưng Nhà hát Lớn Hà Nội có kiến trúc hoàn chỉnh nhất và trở thành hình ảnh quen thuộc và đặc trưng của thành phố Hà Nội.
Ngay từ khi hoàn thành, Nhà hát Lớn đã giữ vai trò một trong những trung tâm văn hóa quan trọng của thủ đô, nơi diễn ra thường xuyên các hoạt động văn hóa, biểu diễn nghệ thuật. Nhà hát Lớn là nơi khai sinh và tôn vinh kịch nghệ cùng sân khấu Việt Nam, cũng như các loại hình nghệ thuật giao hưởng, hợp xướng, nhạc kịch, vũ kịch. Không chỉ vậy, nhà hát còn là một địa điểm mang đậm những dấu ấn lịch sử, từng là nơi Quốc hội đầu tiên của nước Việt Nam độc lập nhóm họp và thông qua Hiến pháp năm 1946, bản Hiến pháp đầu tiên của Việt Nam cũng như danh sách chính phủ Liên hiệp Kháng chiến Việt Nam Dân chủ Cộng hòa (Hồ Chí Minh đứng đầu); Toàn quốc Kháng chiến Ủy viên Hội (Võ Nguyên Giáp làm chủ tịch); Quốc gia Cố vấn đoàn (Vĩnh Thụy làm đoàn trưởng).
Sau một thời gian dài bị xuống cấp, công trình lấy lại được vẻ đẹp xưa cũ sau đợt trùng tu từ năm 1995 đến năm 1997, chuẩn bị cho Hội nghị thượng đỉnh của Cộng đồng Pháp ngữ. Ngày nay, Nhà hát Lớn là một trong những địa điểm biểu diễn quan trọng bậc nhất ở Hà Nội, được những người làm nghệ thuật coi như một "ngôi đền" dành cho nghệ thuật cổ điển. Cũng như nhiều công trình kiến trúc và cả những loại hình văn hóa phi vật thể khác, Nhà hát Lớn Hà Nội trở thành minh chứng cho một giai đoạn lịch sử của thành phố, thời kỳ mà các nền văn hóa giao thoa lẫn nhau.

## Lịch sử
Vị trí của Nhà hát Lớn Hà Nội xưa kia là một vùng đầm lầy thuộc đất của hai làng Thạch Tần và Tây Luông, giáp gianh với làng Cựu Lâu, thuộc tổng Phúc Lân (hay tổng Hữu Túc), huyện Thọ Xương. Năm 1808, một trường đúc tiền (chữ Hán: 寳傳局) được thành lập tại khu vực này, với phía bắc là phố Tràng Tiền ngày nay, nam là phố Phạm Sư Mạnh, Đông là phố Phan Chu Trinh và tây là phố Ngô Quyền. Phía đông bắc của đầm lầy nhà hát ngày xưa là cửa ô tên Tây Long (hay Tây Luông), lấy theo tên của bến đò thời Lê đậu ở bãi sông cùng tên. Ngày 20 tháng 7 năm 1786, quân Tây Sơn tiến vào thành Thăng Long qua bến sông và cửa ô này đã đánh vào trận địa của chúa Trịnh Khải ở hai bên lầu Ngũ Long (Bưu điện Hà Nội ngày nay). Bến sông này cũng là nơi chứng kiến cuộc rút chạy của quân nhà Thanh do Tôn Sĩ Nghị chỉ huy sau thất bại đồn Khương Thượng trước đô đốc Long ngày 30 tháng 1 năm 1789 (mùng 5 Tết Kỷ Dậu).
Ngay từ khi mới tới Hà Nội vào năm 1883, người Pháp đã sớm có ý định xây dựng ở thành phố này một địa điểm dành cho trình diễn nghệ thuật. Rạp hát đầu tiên được mang tên rạp Chùa Bút nằm ở khoảng đất trống trước cửa đền Ngọc Sơn, ảnh hưởng bởi công trình Tháp Bút ở gần đó. Vào năm 1887, nhân dịp hội chợ trên phố Tràng Thi, một hiệu buôn Hoa kiều đã cho xây dựng ở đầu phố Hàng Cót – khi đó mang tên phố Takou – một rạp hát chuyên diễn tuồng Tàu. Mặc dù vậy, rạp hát này lại được một bác sĩ người Pháp tên Nico đứng tên và đôi khi cũng dành cho các đoàn nghệ thuật từ Pháp sang trình diễn. Rạp Takou, tuy không phù hợp cho các hoạt động nghệ thuật Tây phương, nhưng chính là rạp hát đầu tiên ở Hà Nội theo kiểu Tây phương.
Vào năm 1899, Hội đồng thành phố dưới sự chủ tọa của Công sứ Hà Nội Richard đã đề nghị lên Toàn quyền Đông Dương, xin xây dựng một nhà hát cho thành phố. Vị trí lựa chọn là khu vực đầm lầy thuộc hai làng Thạch Tần và Tây Luông. Đồ án thiết kế được xét duyệt là của hai kiến trúc sư người Pháp Broyer và V. Harley, họa theo hình dáng nhà hát Opéra Garnier nổi tiếng ở Paris. Trong công đoạn xây cất thì có sự tham gia của kiến trúc sư François Lagisquet chỉnh trang sửa chữa thêm họa đồ. Với kinh phí lên đến 2 triệu franc, dự án Nhà hát thành phố ở Hà Nội đã gây nên tranh cãi trên một số báo chí tại Pháp thời đó. Ngày 7 tháng 6 năm 1901 thì khởi công xây dựng do hai hãng thầu Travary và Savelon đứng thầu, kiến trúc sư Harley giám sát. Harley lúc bấy giờ cũng là thanh tra đô thị của Hà Nội. Vì xây dựng trên một vũng lầy nên việc san lấp mặt bằng gặp khá nhiều khó khăn. 35 nghìn cây cọc tre được đóng xuống trước khi đổ lớp bê tông dày 0,9 mét làm nền tòa nhà. Phần móng được xây bằng đá tảng; khu vực sân khấu sử dụng gạch chịu lửa để đề phòng hỏa hoạn, phần mái nhà lợp bằng phiến thạch trang trí kẽm thếp vàng, đường vòng quanh mái trang trí gạch tráng men. Công trình sử dụng tới 12.000 m³ vật liệu, gần 600 tấn gang thép, với khoảng 300 công nhân tham gia thi công mỗi ngày.
Sau 10 năm xây dựng, Nhà hát thành phố được khánh thành năm 1911. Để gắn tên mình với sự kiện này, nhóm kịch nghiệp dư Philarmonique của những người Pháp tại Hà Nội khi đó đã tập một vở hài kịch. Công trình tuy đã hoàn thành nhưng sân khấu lúc bấy giờ vẫn thiếu màn kéo, phông cảnh. Để khắc phục, đoàn kịch đã lấy vải thô may lại rồi vẽ hình hồ Gươm cùng tháp Rùa để làm màn kéo. Nhà hát dùng tấm màn này 16 năm cho đến khi được thay thế bằng một tấm màn vải satanh, và tới năm 1932, nhà hát mới trang bị màn nhung theo kiểu sân khấu của Ý. Tối ngày 9 tháng 12 năm 1911, lễ khai trương nhà hát bắt đầu với vở hài kịch bốn hồi Le Voyage de monsieur Perrichon (Chuyến đi của ông Perrichon) của Eugène Labiche và Édouard Martin. Số tiền thu được từ buổi biểu diễn được nhóm kịch Philarmonique ủng hộ cho những trẻ em lai sống lang thang trên phố.
| “                             | Nhà hát Lớn Hà Nội không chỉ có giá trị đơn thuần về kiến trúc. Rộng hơn, từ đầu thế kỷ 20, đó cũng là nơi chứng kiến những cuộc "tiếp xúc" đầu tiên giữa Việt Nam với văn hóa, nghệ thuật phương Tây, cụ thể là âm nhạc và sân khấu. | ” |
| — Nhà sử học Dương Trung Quốc | |   |

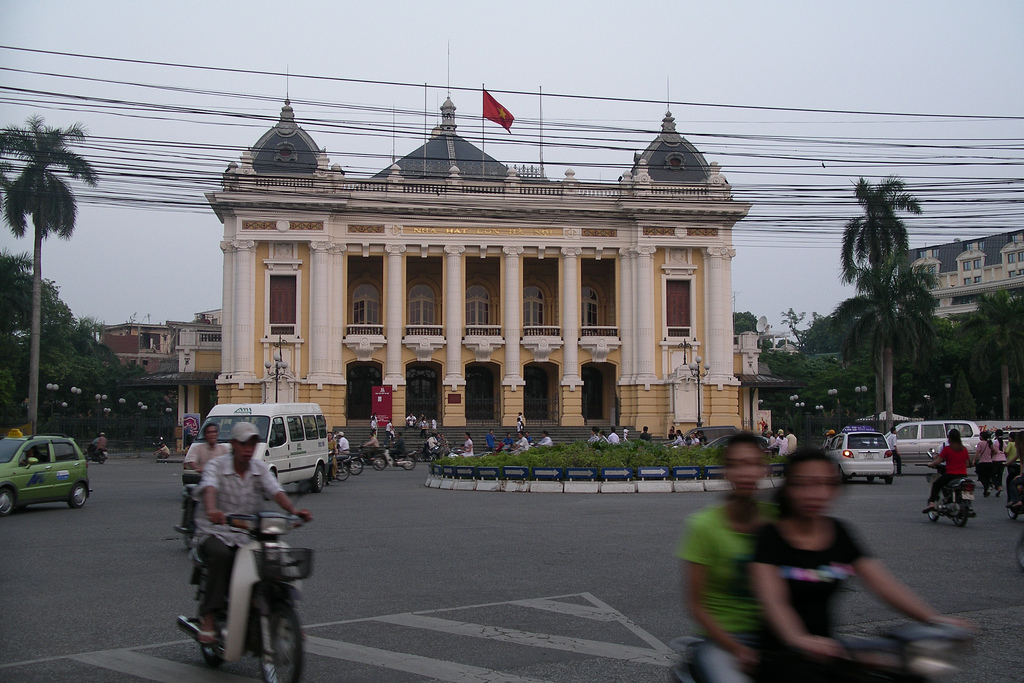
Nhà hát lớn ở Hà Nội (ảnh chụp ngày 11 tháng 10 năm 2005)

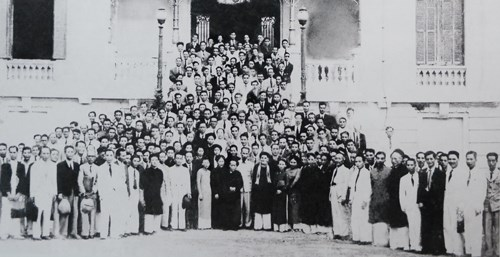
Các đại biểu Quốc hội Việt Nam khóa 1, kỳ họp thứ hai chụp ảnh với Hồ Chí Minh trước cửa chính nhà hát Lớn Hà Nội ngày 28/10/1946

Khi hoàn thành với 870 chỗ ngồi, Nhà hát Lớn Hà Nội là một công trình quy mô rất lớn nếu so với dân số Hà Nội khi đó. Nhà hát trở thành trung tâm các sự kiện văn hóa, nghệ thuật dành cho người Pháp và một số ít người Việt thượng lưu ở Hà Nội. Đây cũng là địa điểm biểu diễn lý tưởng cho các đoàn kịch, ban nhạc từ Pháp và châu Âu tới lưu diễn. Khoảng thời gian về sau, một số buổi trình diễn của các nghệ sĩ người Việt với mục đích từ thiện như quyên góp cứu nạn các vùng lụt lội, xây dựng nhà tế bần... cũng bắt đầu được trình diễn ở đây. Từ năm 1940, nhiều đoàn kịch nói Việt Nam đã có thể thuê lại nhà hát để biểu diễn. Từ đó Nhà hát Lớn Hà Nội không còn là địa điểm chỉ dành cho người Pháp. Sự hình thành tầng lớp thị dân cùng trí thức mới đã biến nơi đây thành cái nôi cho nhiều sinh hoạt nghệ thuật của người Việt. Không chỉ là một địa điểm văn hóa, Nhà hát Lớn Hà Nội cùng quảng trường Nhà hát còn là nơi diễn ra nhiều sự kiện lịch sử quan trọng. Vào ngày 17 tháng 8 năm 1945, trên quảng trường Nhà hát đã diễn ra cuộc mít tinh ra mắt Mặt trận Việt Minh. Ngày 28 tháng 8 năm 1945 đã diễn ra một trong những cuộc duyệt binh đầu tiên của Việt Nam Giải phóng quân, tiền thân của Quân đội Nhân dân Việt Nam. Ngày 16 tháng 9 năm 1945, Hồ Chí Minh đã phát động Tuần lễ vàng quyên góp ủng hộ Chính phủ tại Nhà hát Lớn. Quốc hội nước Việt Nam Dân chủ Cộng hòa khóa I họp phiên đầu tiên ở nhà hát vào ngày 2 tháng 3 năm 1946 và tiếp tục ở đây cho đến năm 1963, khi Hội trường Ba Đình được xây dựng.

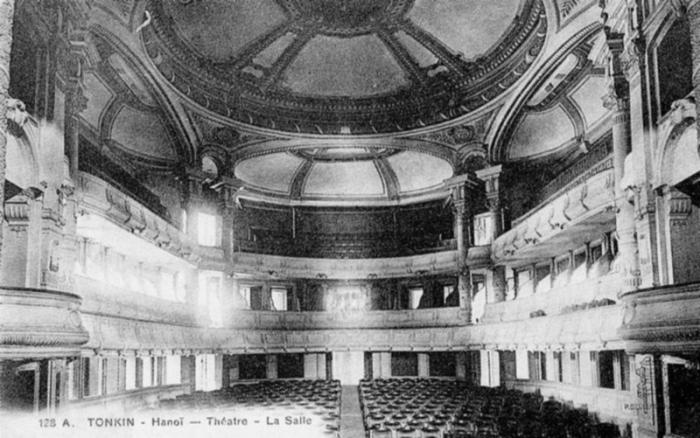
Nội thất nhà hát trong một tấm bưu ảnh thời Pháp thuộc

Cuối thế kỷ 20, Nhà hát Lớn Hà Nội sau hơn 80 năm tồn tại đã rơi vào tình trạng xuống cấp trầm trọng. Phần chân tường nhà hát phủ đầy rêu phong, nhiều chỗ mái ngói bị thay thế bằng mái tôn. Bên trong, các trang trí, vật liệu, màu sắc, tiện nghi phục vụ và thiết bị kỹ thuật quan trọng đều quá cũ kỹ, lạc hậu. Nhiều hoa văn bị quét vôi phủ kín trong những lần sửa chữa trước đó. Xung quanh quảng trường ngày càng xuất hiện nhiều các công trình không phù hợp, khiến phá vỡ không gian kiến trúc của nhà hát.
Giữa thập niên 1990, để chuẩn bị cho Hội nghị thượng đỉnh Cộng đồng Pháp ngữ lần thứ 7 diễn ra tại Hà Nội vào tháng 11 năm 1997, Chính phủ Việt Nam đã quyết định trùng tu Nhà hát Lớn với kinh phí 156 tỷ đồng, tương đương khoảng 14 triệu đô la. Dự án được bắt đầu năm 1995 và hoàn thành 2 năm sau đó với sự tham gia của 100 nhân công và dưới sự giám sát của kiến trúc sư người Pháp gốc Việt Hồ Thiệu Trị, tác giả đồ án trùng tu.
Năm 2011, Nhà hát Lớn Hà Nội cùng quảng trường Cách mạng tháng Tám đã được Bộ Văn hóa, Thể thao và Du lịch công nhận di tích lịch sử và kiến trúc quốc gia. Ngày 9 tháng 12 năm 2011, Nhà hát Lớn Hà Nội kỷ niệm 100 năm ngày nhà hát ra đời.

## Kiến trúc
Nhà hát Lớn Hà Nội nằm trên quảng trường Cách mạng tháng Tám, nhìn thẳng ra phố Tràng Tiền, vị trí xưa nay vẫn là khu vực sầm uất bậc nhất của thành phố. Công trình có chiều dài 87 mét, bề ngang trung bình 30 mét, phần đỉnh mái cao nhất cao 34 mét so với nền đường, và diện tích xây dựng khoảng 2.600 mét vuông. Bên phải nhà hát, khách sạn Hilton Opera nằm hơi uốn cong, cũng là một công trình do kiến trúc sư người Pháp thiết kế. Mang những đường nét cổ điển – như hàng cột cao, bộ mái Mansard... – khách sạn hiện đại Hilton Opera không những không phá vỡ không gian kiến trúc của quảng trường mà còn giúp tôn thêm vẻ đẹp của nhà hát.
Mặt bằng Nhà hát Lớn Hà Nội được chia thành ba phần tương đối rõ rệt. Không gian đầu tiên ngay lối vào là chính sảnh với một cầu thang hình chữ T bằng đá dẫn lên tầng hai. Đây là nơi đầu tiên đón khách tới nhà hát, gạch lát nền sử dụng loại đá vân thạch kết hợp với những họa tiết trang trí theo tinh thần cổ điển, đem lại cảm giác sang trọng. Hệ thống đèn chùm nhỏ treo trên tường được mạ đồng theo lối cổ, còn đèn chùm phía trên cao được mạ một lớp vàng bằng công nghệ hiện đại. Ở tầng hai, phòng gương là nơi diễn ra các nghi lễ quan trọng, lễ ký kết các văn kiện của Chính phủ hay đón tiếp các nhân vật cao cấp. Căn phòng này còn dành cho các chương trình nghệ thuật thính phòng, các cuộc họp báo hay những hội nghị mang tính chất nhỏ. Sàn phòng gương được phục chế theo kỹ thuật mosaic với đá mang đến từ Ý. Trên tường, xen giữa các cửa đi mở rộng là những tấm gương lớn. Các đèn treo, đèn chùm pha lê cùng bàn ghế mang phong cách cổ điển Pháp. Không gian tiếp theo của nhà hát là phòng khán giả kích thước 24 x 24 mét với sân khấu lớn, ba tầng ghế, tổng cộng 598 chỗ ngồi. Căn phòng được trang trí cầu kỳ với những hàng cột thức Corinth đỡ một vòm tràn đầy màu sắc bởi những bức bích họa, xen kẽ những hình đắp nổi cùng một đèn chùm pha lê lớn dát vàng. Sàn phòng lát gạch và trải thảm, các ghế ngồi thiết kế theo phong cách cổ điển Pháp thế kỷ 19. Không gian nội thất nhà hát như một sự tổng hòa của các yếu tố ánh sáng, màu sắc và âm thanh. Cuối cùng, phía sau sân khấu là 18 phòng trang điểm dành cho diễn viên, 2 phòng tập, cùng các phòng làm việc, thư viện, phòng họp.
Có thể tìm thấy ở bề ngoài của công trình nhiều phong cách kiến trúc khác nhau. Mặt chính nhà hát nổi bật nhờ hàng cột theo thức Ionic La Mã, phía trên nhấn bởi các mái chóp cong lợp ngói đá. Dường như những nguyên tắc kiến trúc Phục Hưng được nhấn mạnh phía mặt ngoài này. Tuy vậy, những đường cong uốn lượn của các ban công kết hợp với hình thức cuốn vòm phía trên lối vào lại làm nổi bật những yếu tố Baroque. Ở cả mặt bên lẫn mặt chính giữa, các trang trí cầu kỳ, các thanh đỡ uốn lượn, các cửa sổ hình chữ nhật hay cuốn vòm, tất cả đều giàu tính điêu khắc và mang nét Baroque nổi trội. Riêng phần mái đón lối vào cho người đi xe hơi ở hai mặt bên lại theo phong cách Art Nouveau. Ở phía trên nhà hát, hệ mái lợp ngói đá đen được tổ chức rất kỳ công với sự kết hợp của nhiều hình thức, đem lại cảm giác về tinh thần Tân cổ điển Pháp. Tất cả những hòa trộn này đưa đến ấn tượng về một công trình kiến trúc Tân cổ điển kiểu chiết trung với những giá trị không chỉ về mặt kiến trúc mà còn về nghệ thuật trang trí.
Bao quanh Nhà hát Lớn có nhiều điểm vui chơi giải trí như vườn hoa nhà hát lớn nằm chếch phía tây nam, quán cà phê Highlands Coffee ở hai khu vực sườn và tầng hầm (trước đó tầng hầm là quán Nineteen11, lấy theo tên năm khánh thành). Khoảng sân trước mặt nhà hát lớn và đoạn vườn về phía nam nối với khách sạn Hilton là một địa điểm lý tưởng của các đôi cô dâu chú rể đến chụp ảnh đám cưới và kỷ niệm. Xa xa về phía đông bắc là viện bảo tàng cách mạng Việt Nam và Bảo tàng Lịch sử Việt Nam (Viện Viễn Đông Bác cổ ngày xưa). Phía bắc của quảng trường Cách mạng tháng Tám là một loạt các khu trung tâm thương mại, văn phòng cao cấp của các cơ quan quốc tế như đại sứ quán New Zealand, Câu lạc bộ Báo chí Hà Nội.

## Hoạt động
Kể từ khi hoàn thành sau đợt trùng tu từ năm 1995 đến năm 1997, Nhà hát Lớn Hà Nội tiếp tục vai trò trong quá khứ, là nơi diễn ra thường xuyên các hoạt động văn hóa, biểu diễn nghệ thuật của các đoàn nghệ thuật Việt Nam và nước ngoài.
Ban quản lý Nhà hát Lớn Hà Nội, với tên giao dịch quốc tế Hanoi Opera House, được thành lập ngày 17 tháng 9 năm 1997 theo quyết định thành lập số 765 của Thủ tướng Chính phủ, có chức năng và nhiệm vụ:
- Tổ chức các hoạt động văn hóa, nghệ thuật phục vụ nhiệm vụ chính trị, xã hội quan trọng của Đảng và Nhà nước.
- Tổ chức các hoạt động văn hóa, nghệ thuật, hội nghị, hội thảo, họp báo chiêu đãi quốc gia và quốc tế theo kế hoạch của Bộ Văn hóa, Thể thao và Du lịch.
- Tổ chức các hoạt động văn hóa nghệ thuật chất lượng cao phù hợp với chức năng, nhiệm vụ.
- Quan hệ và hợp tác với các tổ chức trong nước và quốc tế có liên quan để trao đổi nghiệp vụ và tổ chức các hoạt động văn hóa nghệ thuật theo sự phân công của Bộ và theo quy định của pháp luật.
- Tổ chức các hoạt động dịch vụ phù hợp với chức năng và nhiệm vụ của Nhà hát Lớn Hà Nội và theo quy định của pháp luật.[20]

Với danh tiếng, vẻ đẹp kiến trúc, vị trí ở trung tâm thành phố và giá cho thuê thấp so với các địa điểm khác vì được Nhà nước bao cấp một phần, Nhà hát Lớn là một địa điểm biểu diễn lý tưởng ở Hà Nội. Từ con số chỉ 17 buổi diễn vào năm 2000, đến đầu thập niên 2010, Nhà hát Lớn Hà Nội thực hiện trung bình 400 buổi biểu diễn mỗi năm, đón hơn 140 đoàn nghệ thuật quốc tế. Giá thuê Nhà hát Lớn Hà Nội được áp dụng theo "Quy định về mức thu trong khai thác sử dụng Nhà hát Lớn Hà Nội" của Bộ Văn hóa, Thể thao và Du lịch, trong đó ưu tiên các buổi trình diễn nghệ thuật dân gian và âm nhạc truyền thống.
Bên cạnh các hoạt động nghệ thuật, Nhà nước cũng như nhiều tổ chức, doanh nghiệp thuê Nhà hát Lớn Hà Nội để tổ chức các sự kiện, hội họp hay những cuộc gặp gỡ quan trọng.

## Hình ảnh

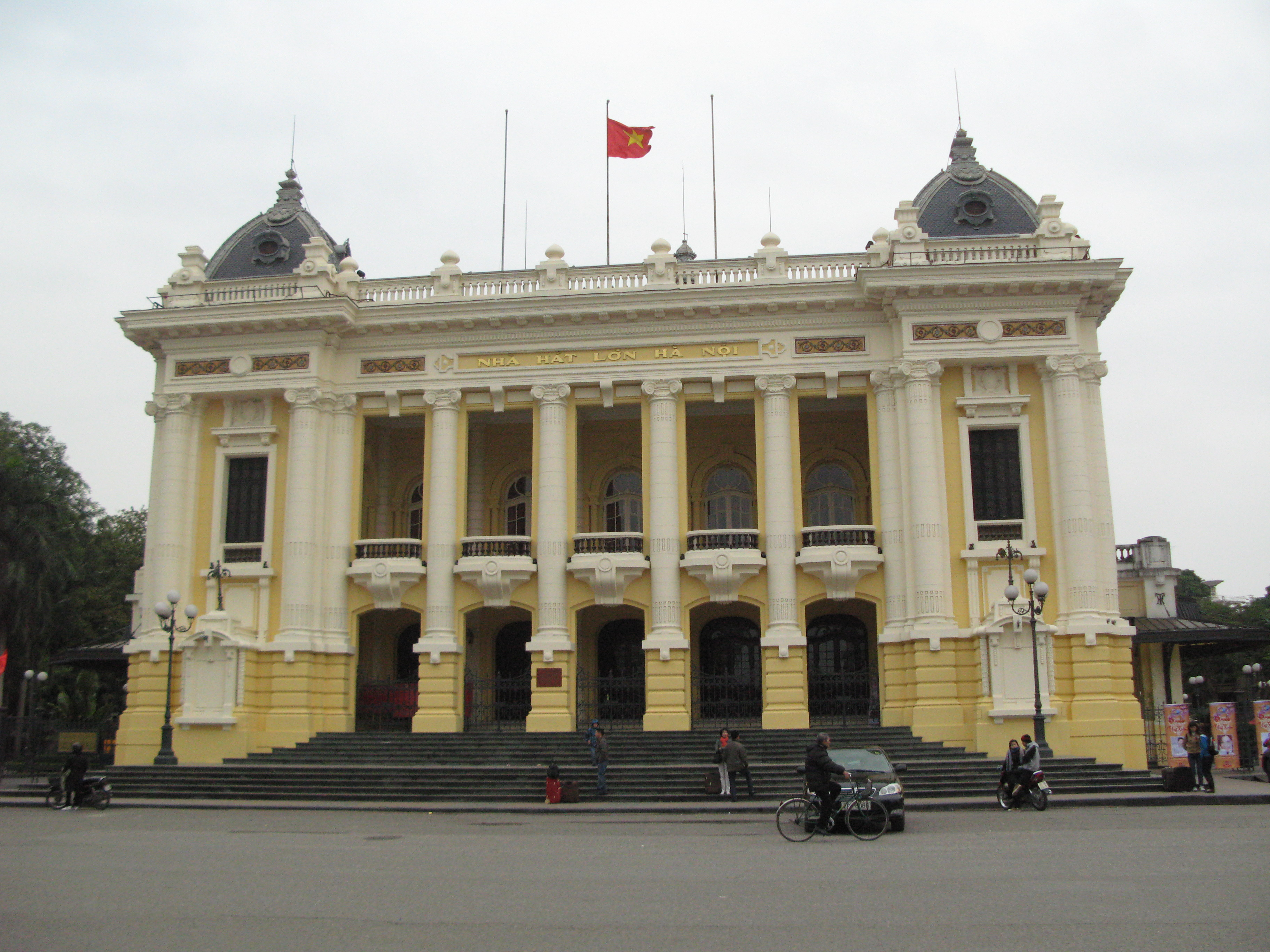
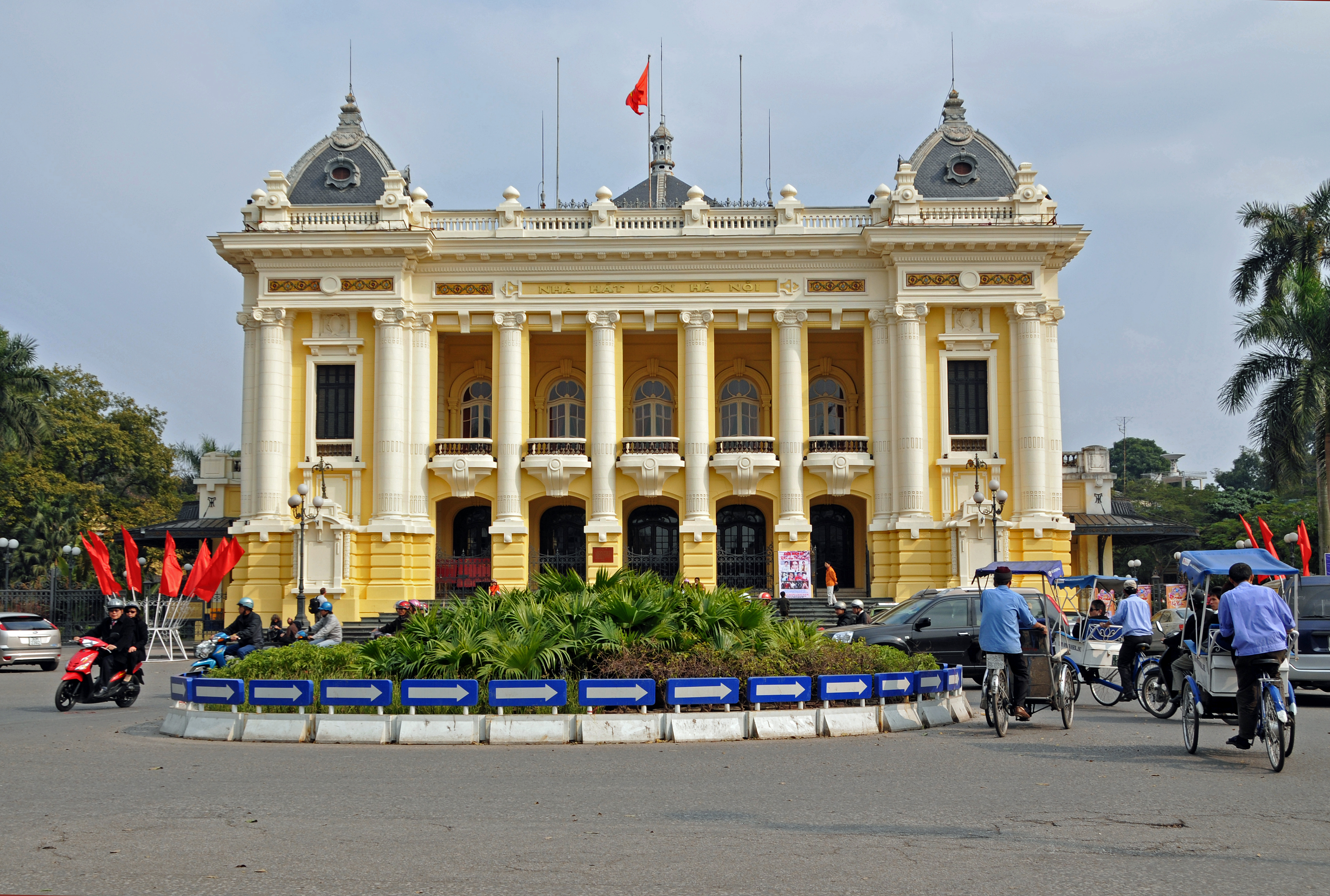
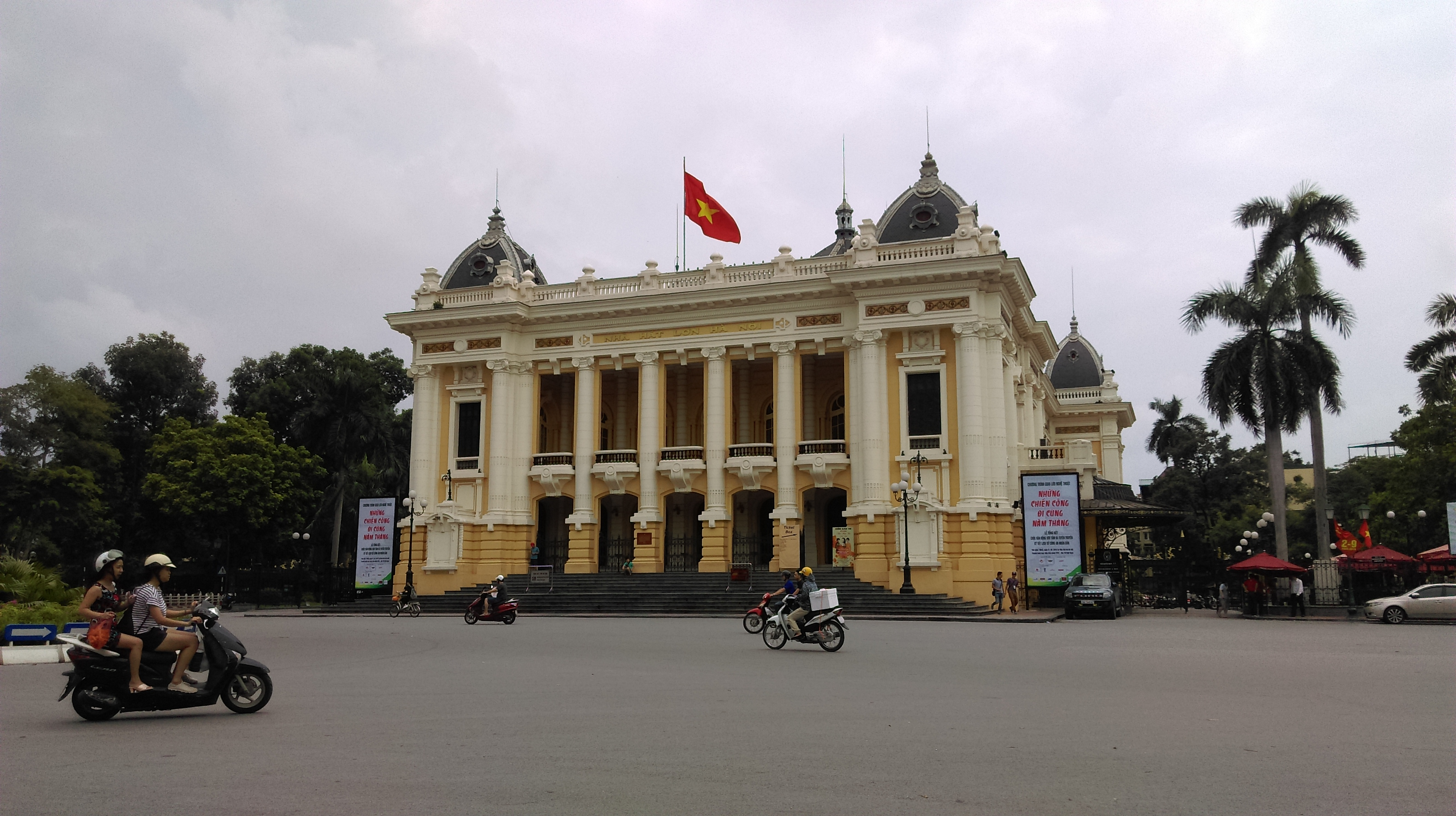
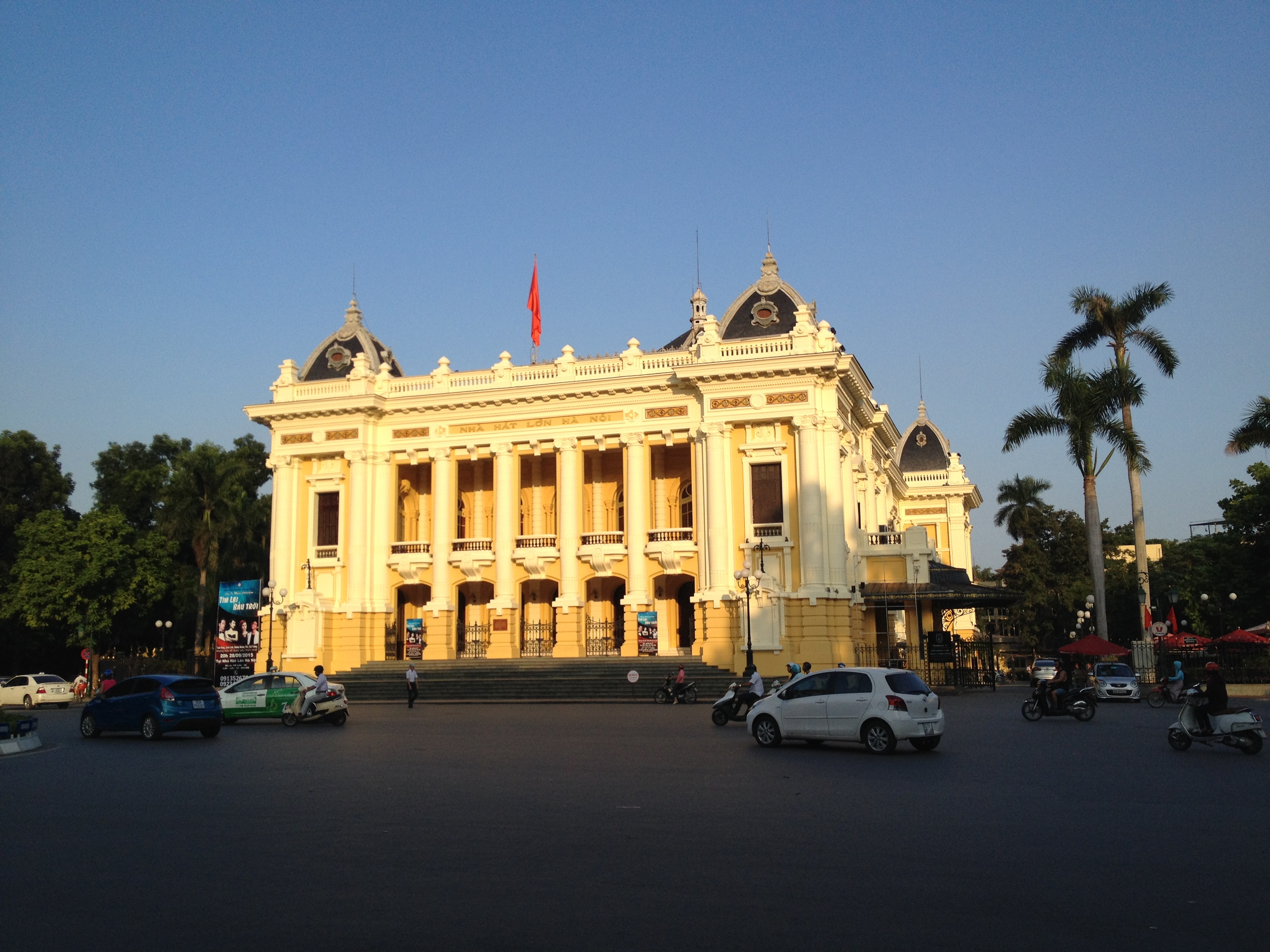
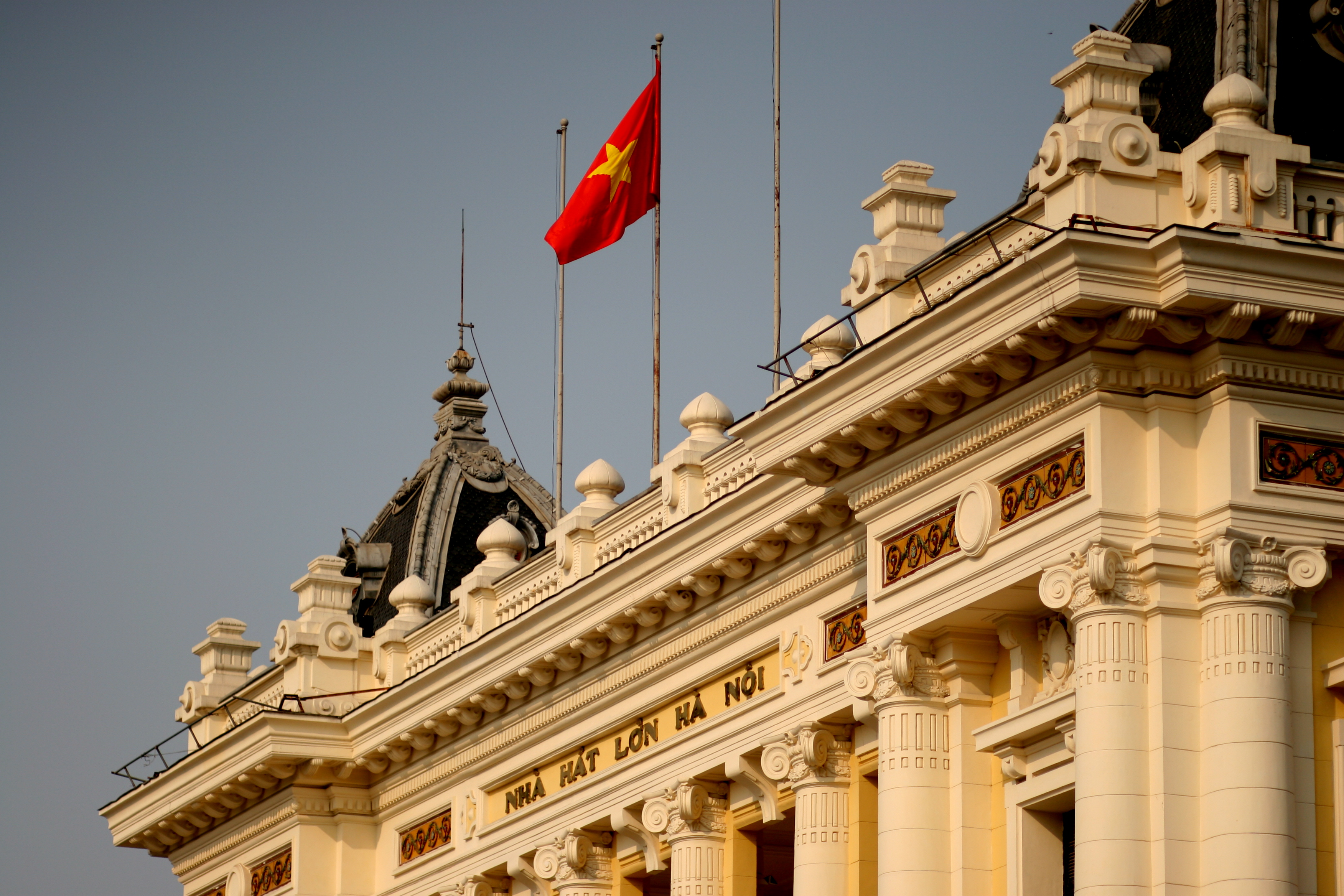
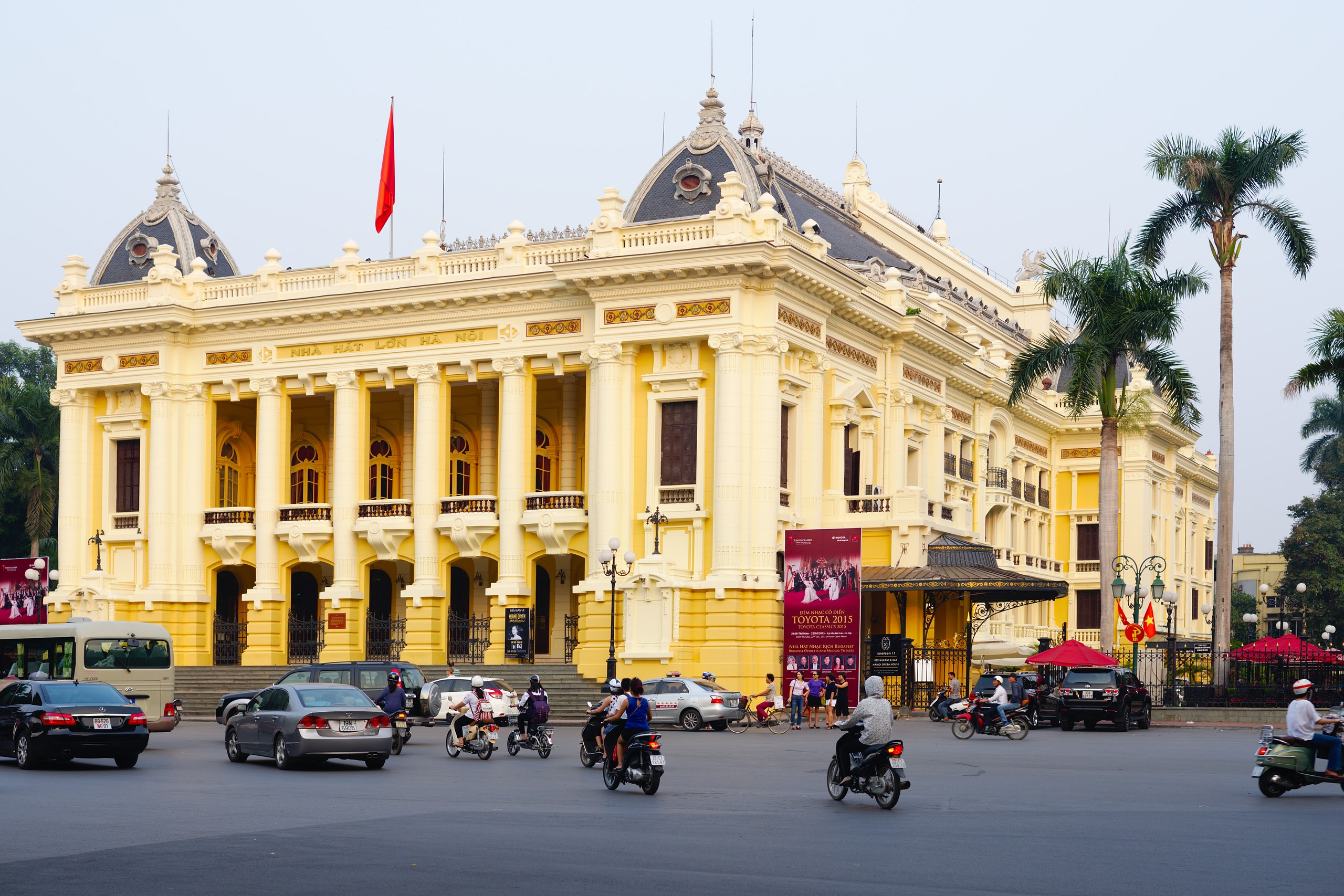
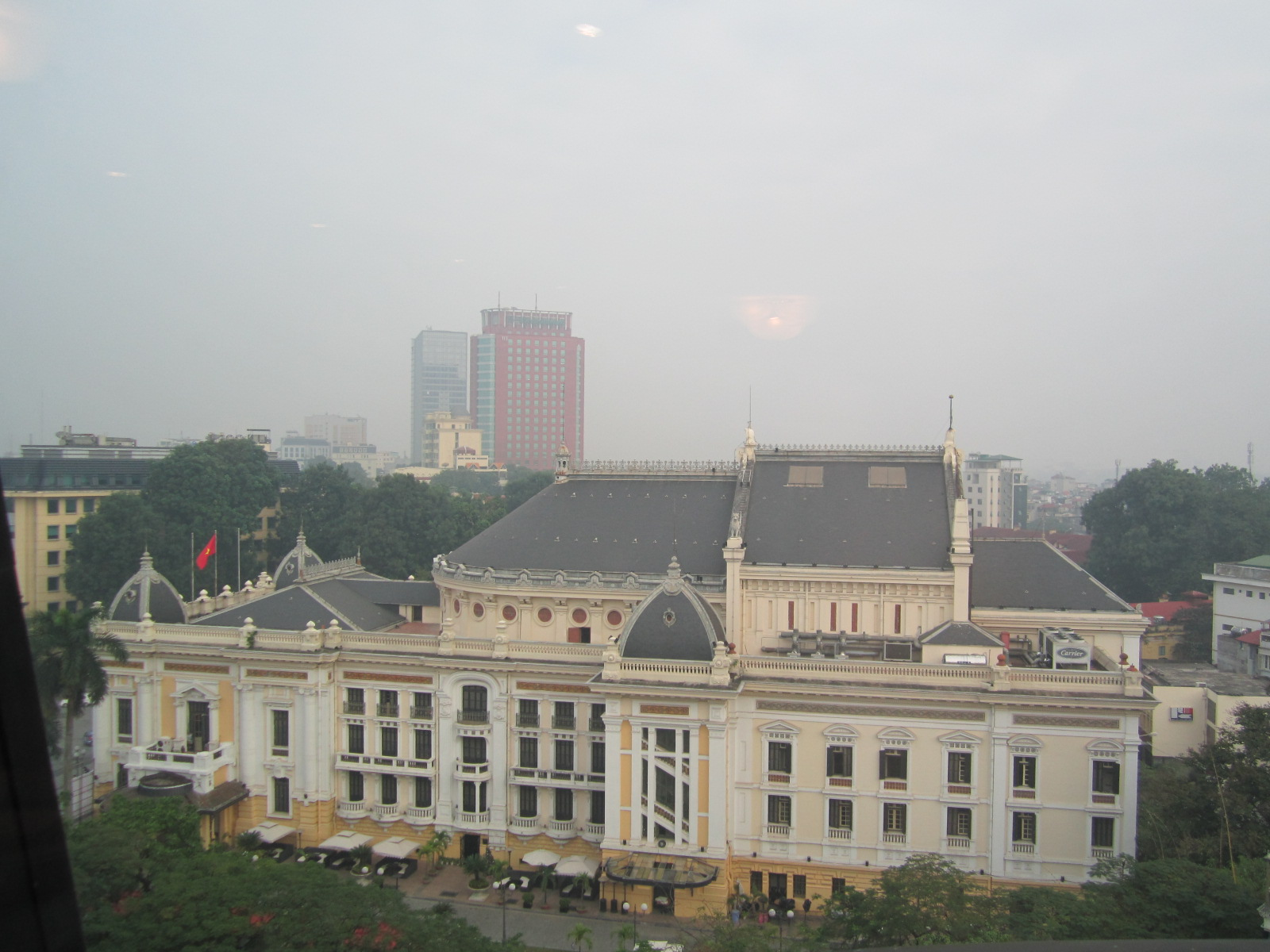
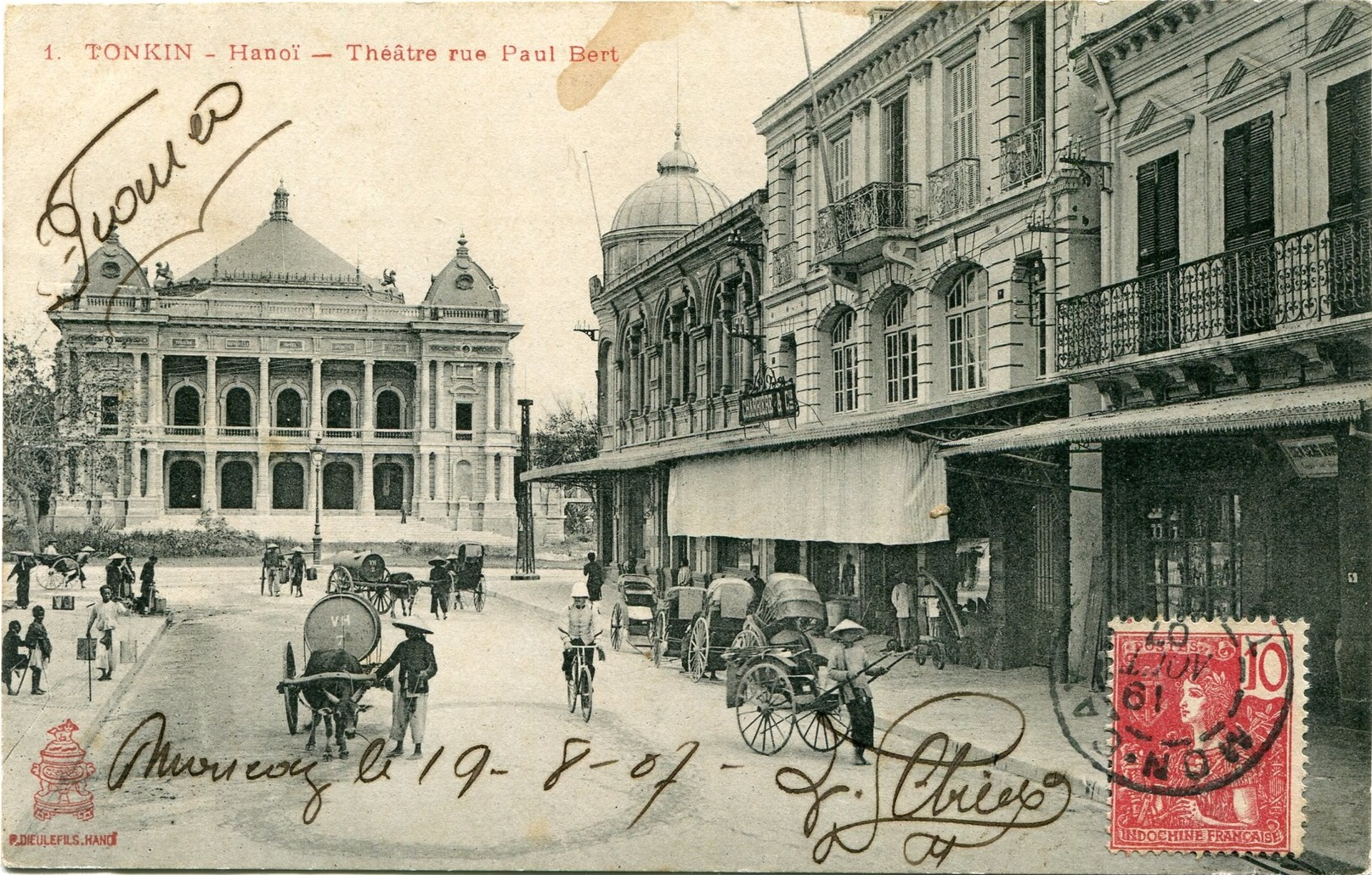
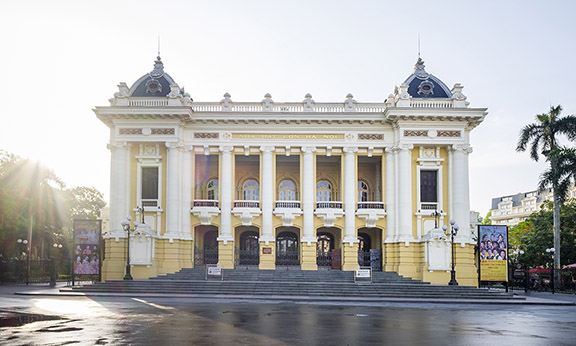
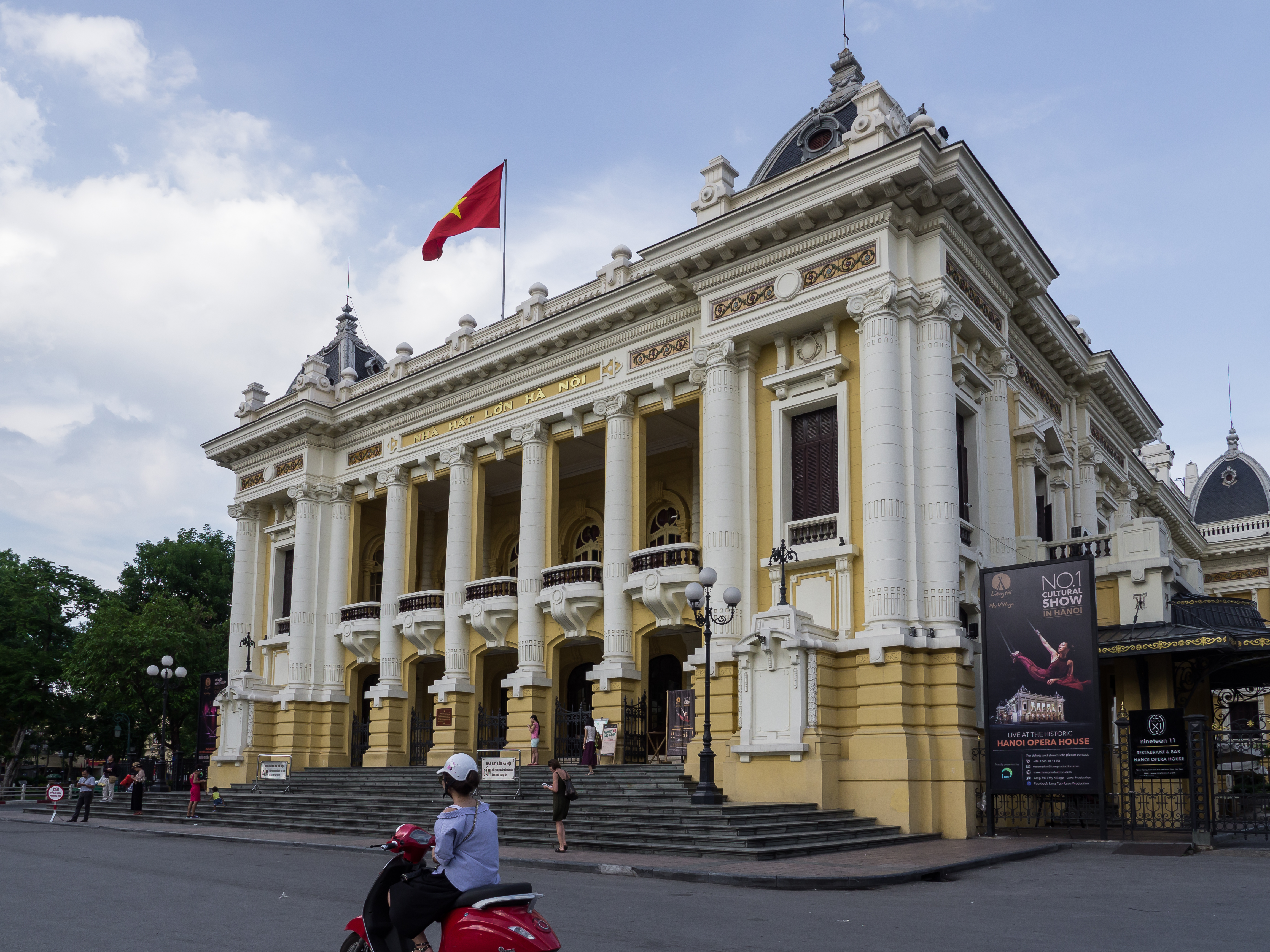
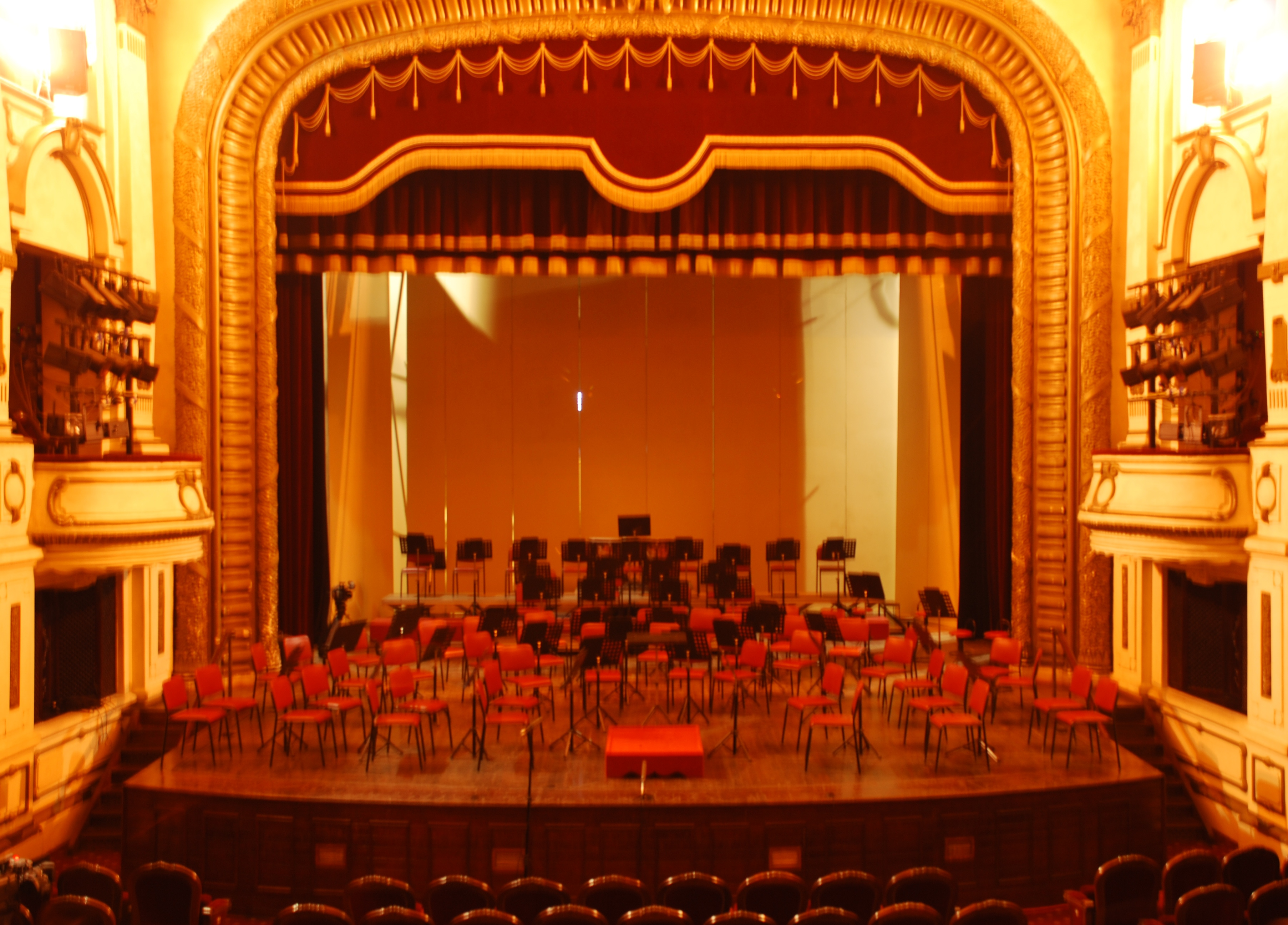
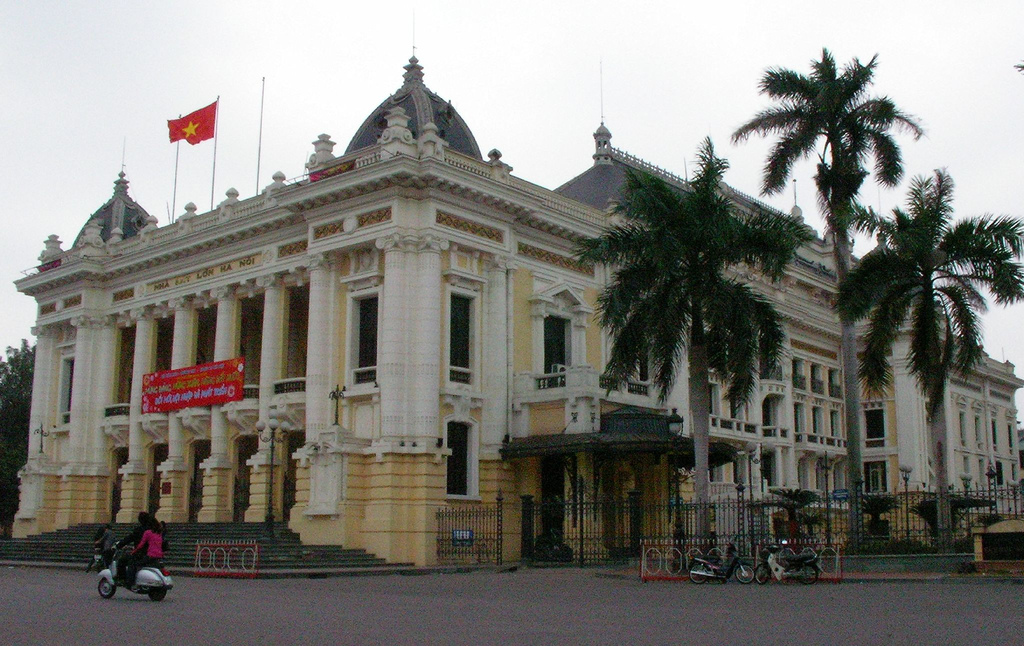
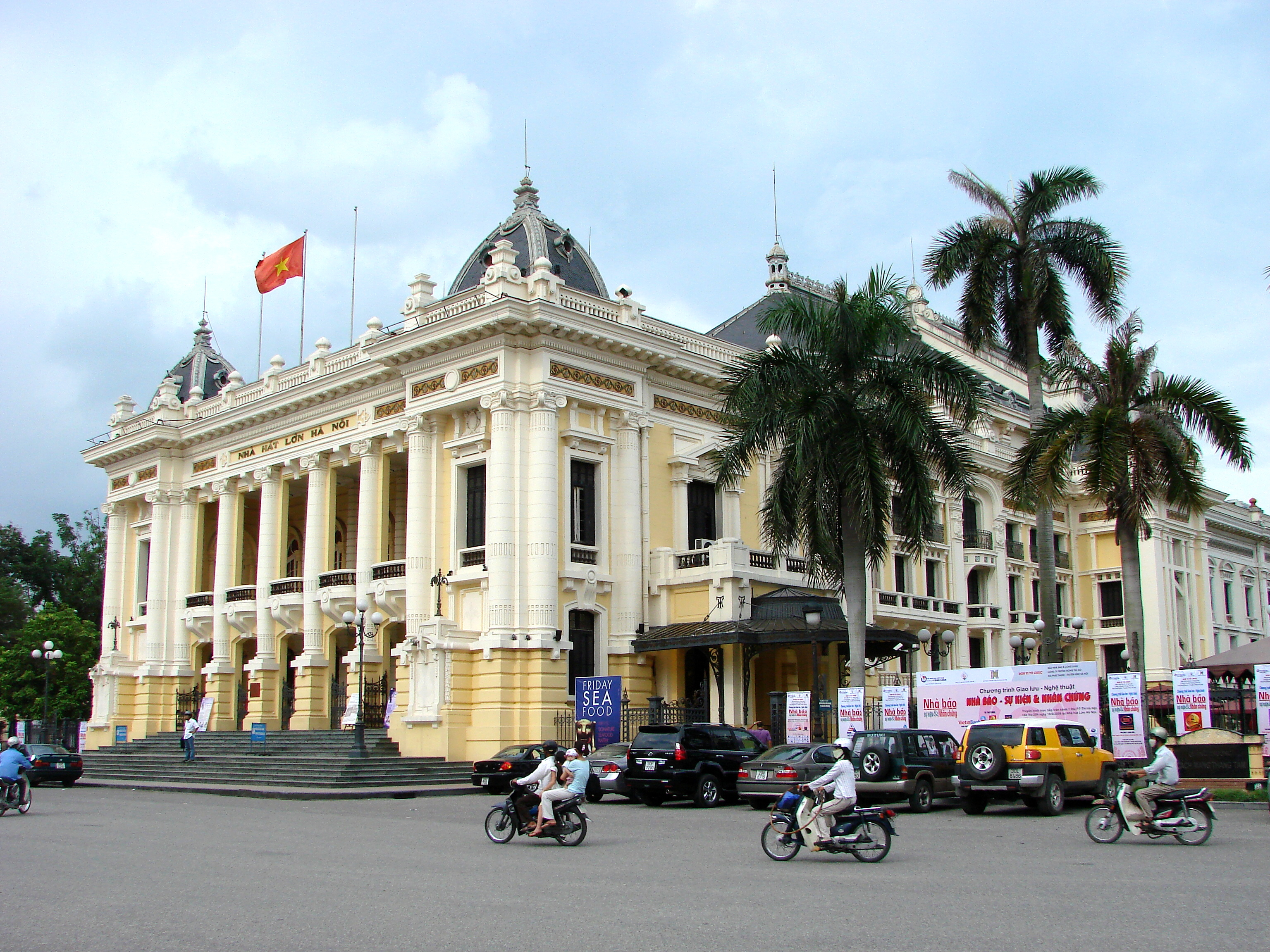
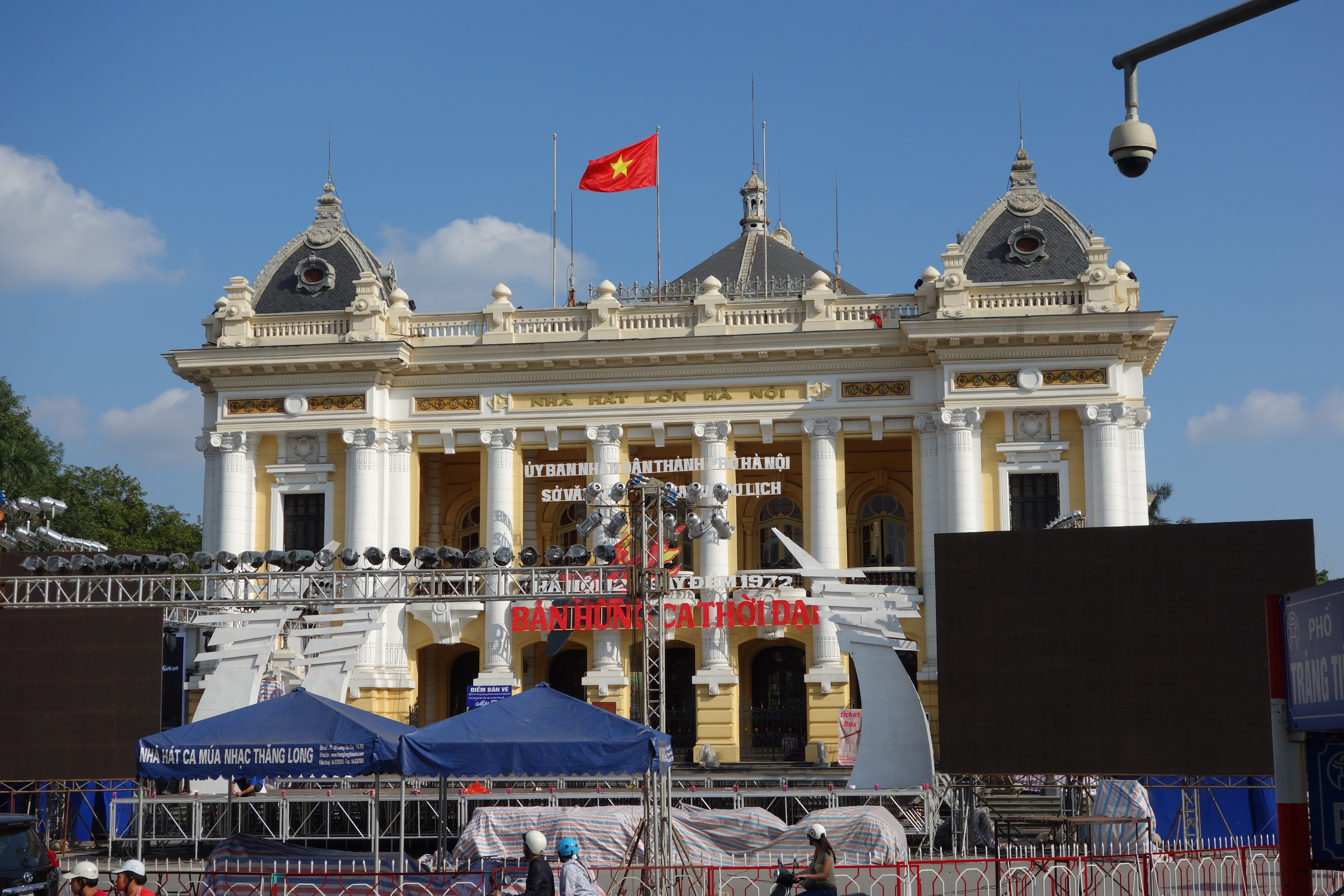
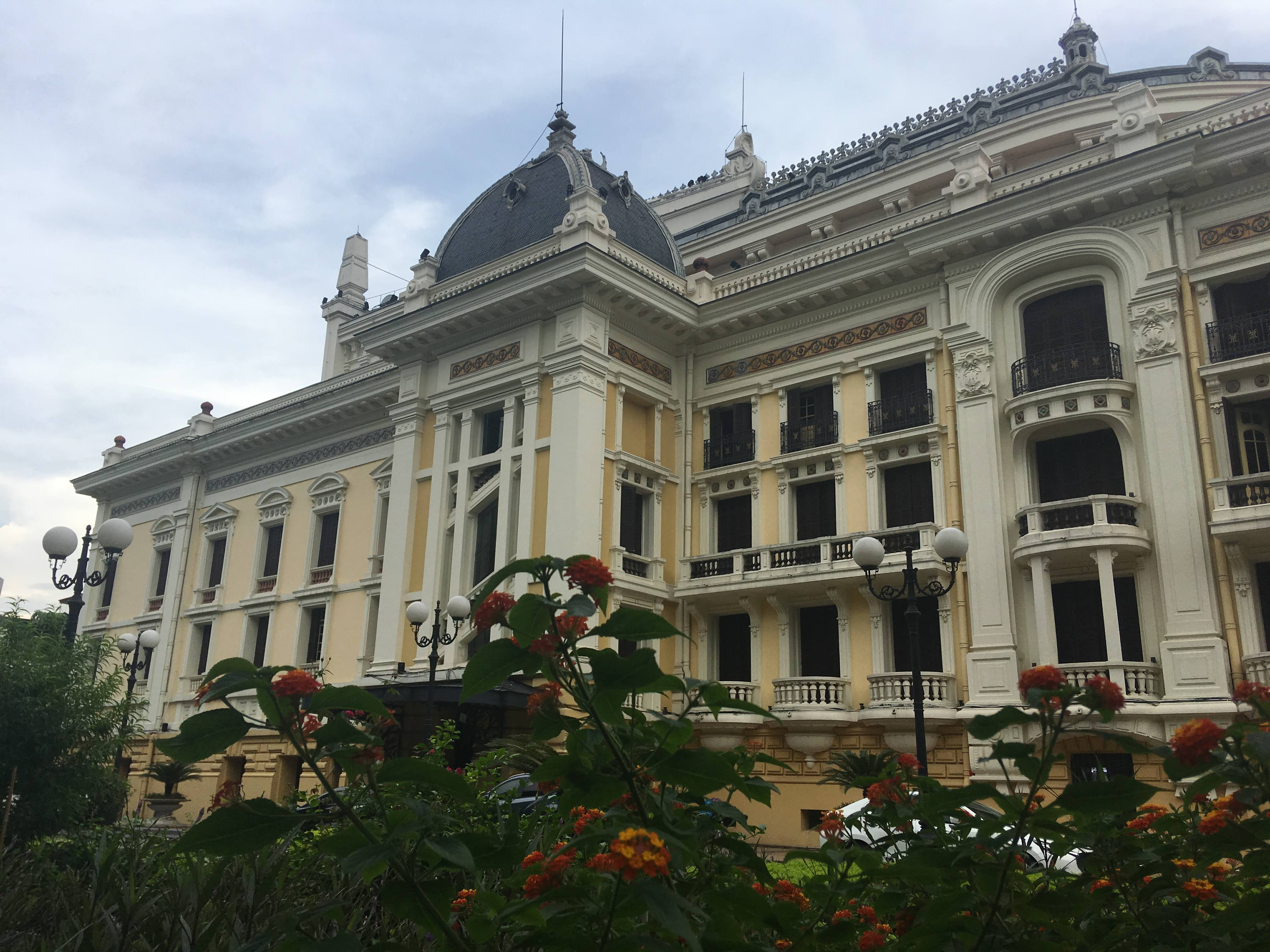
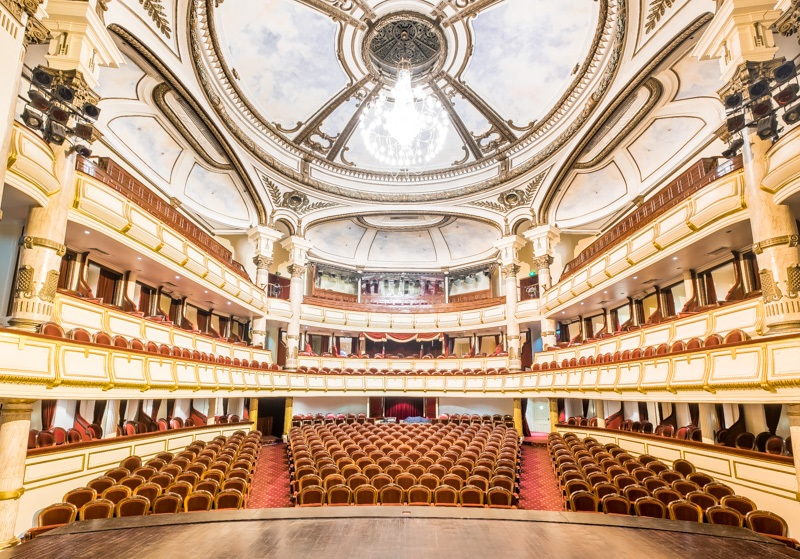
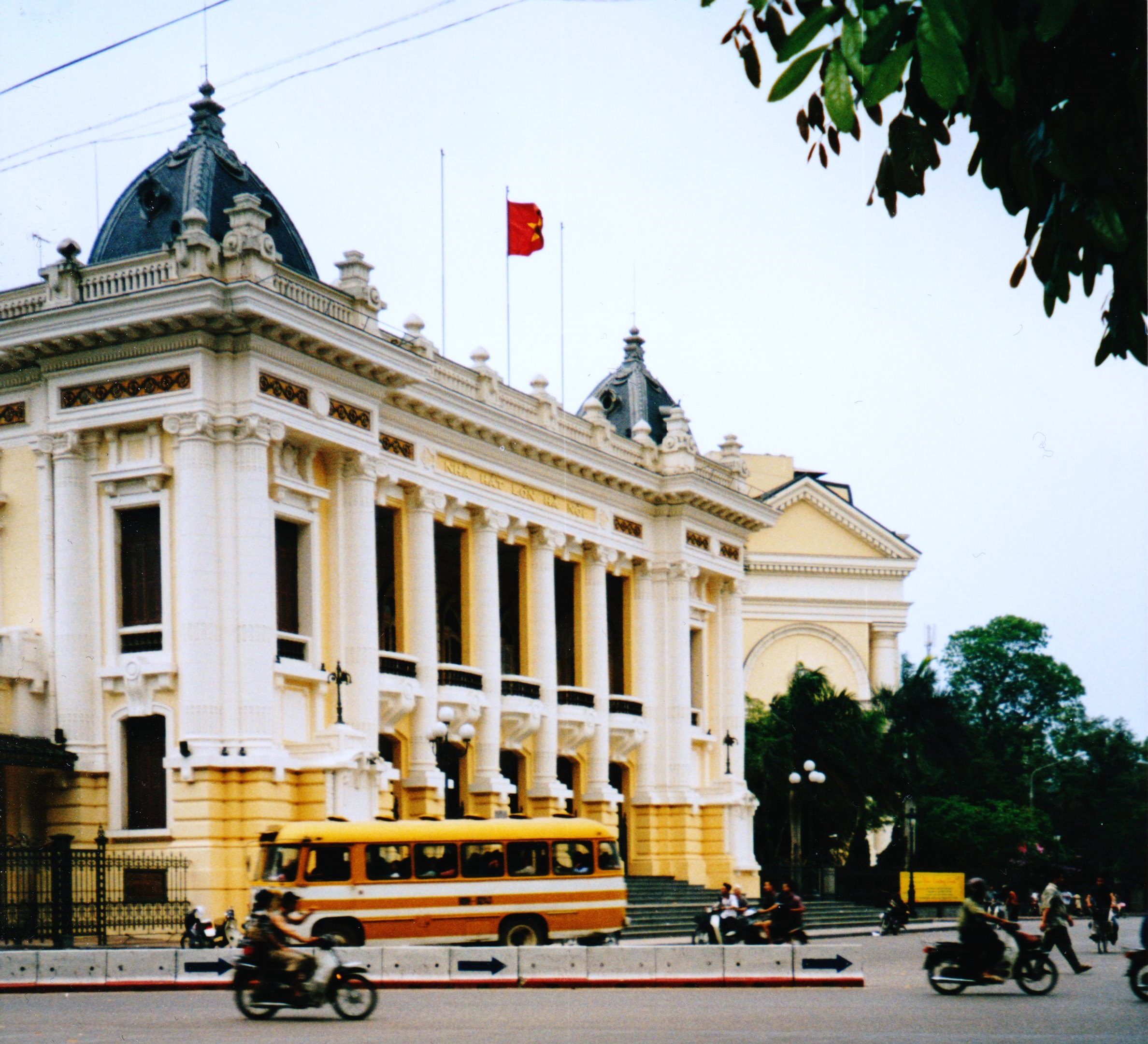
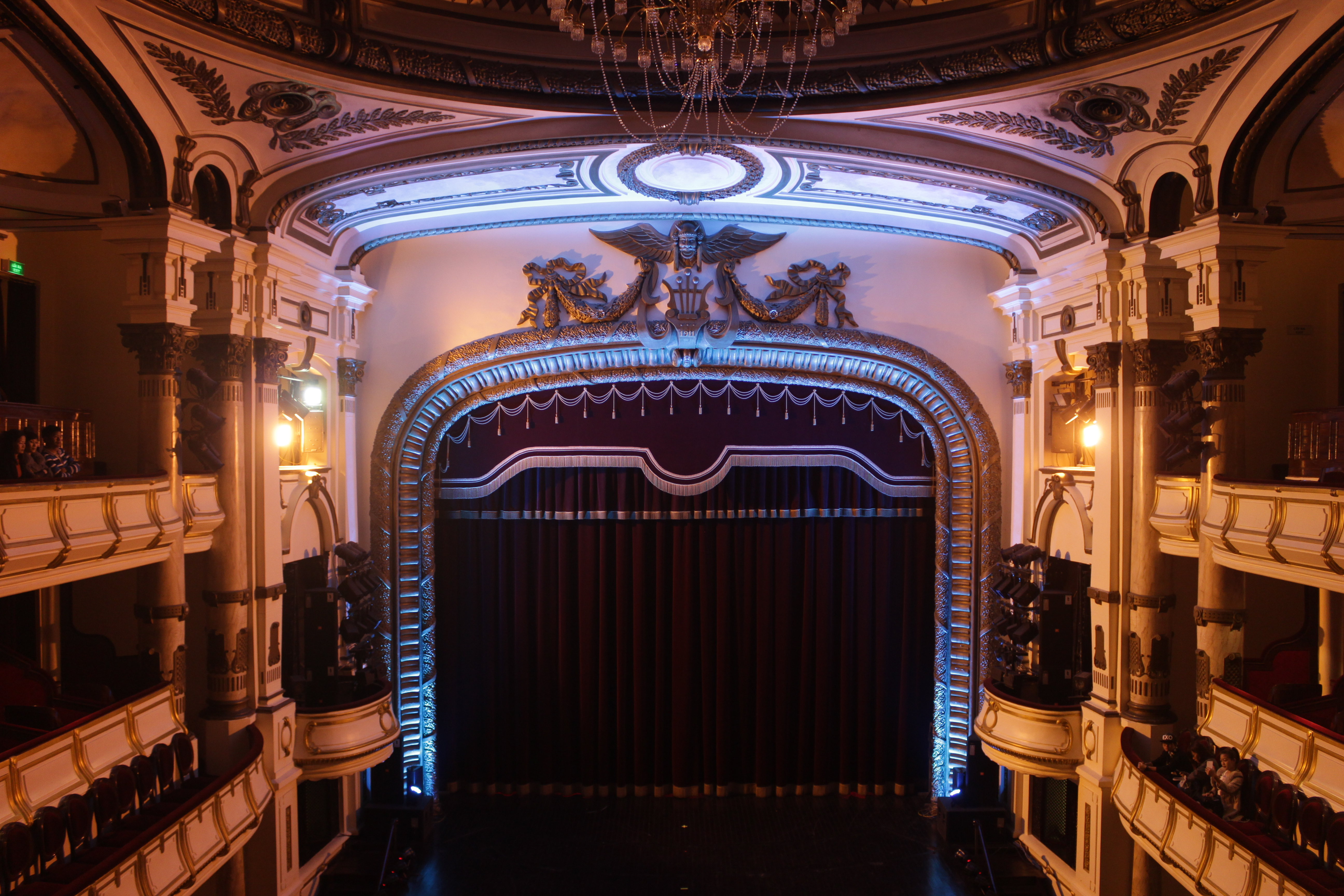
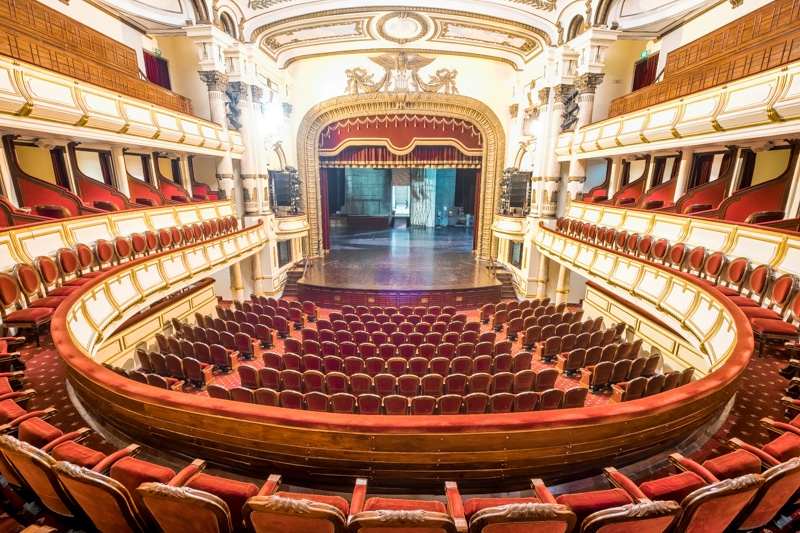
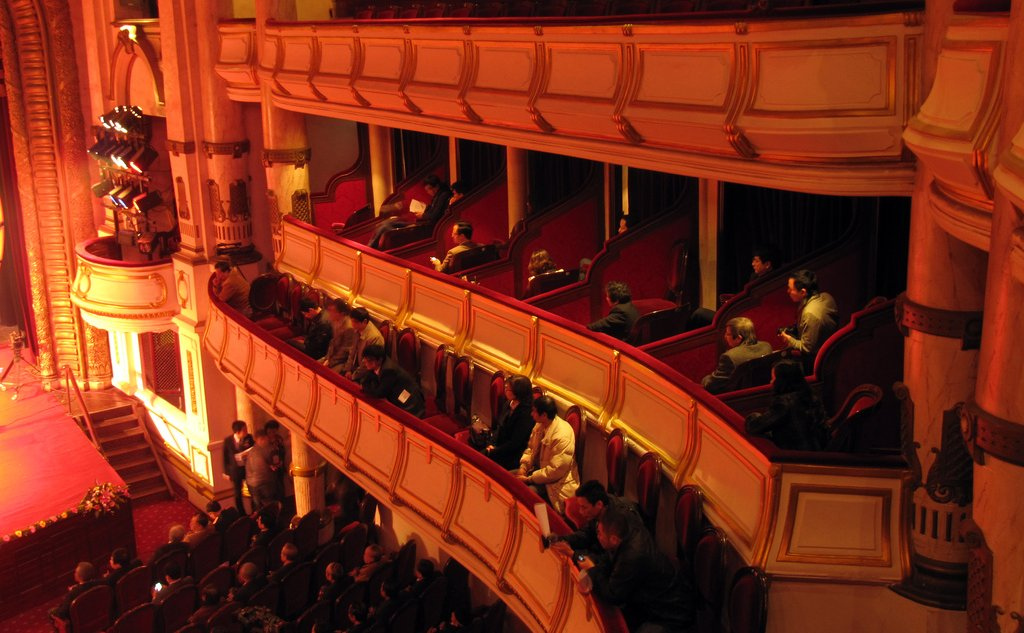
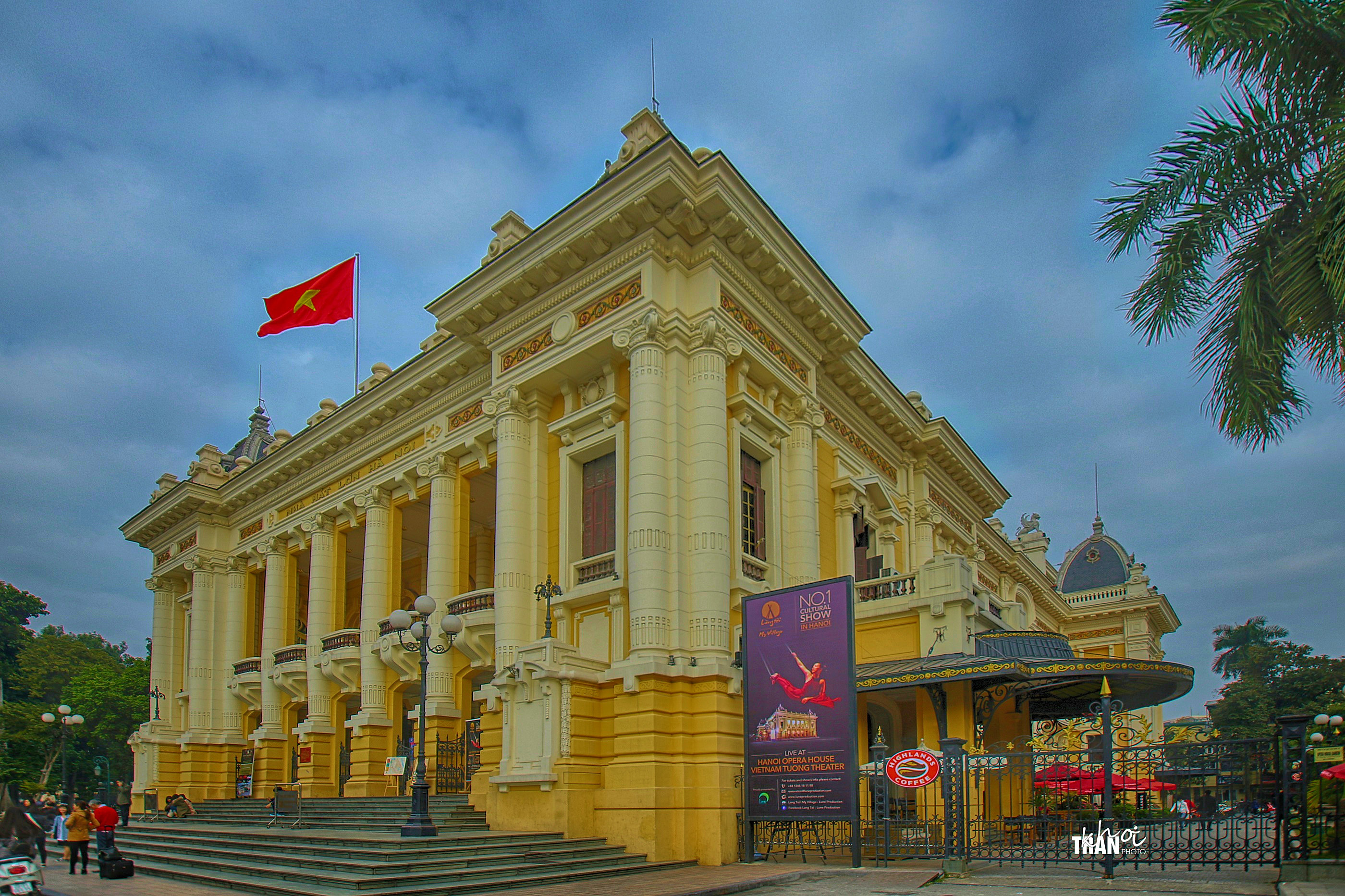
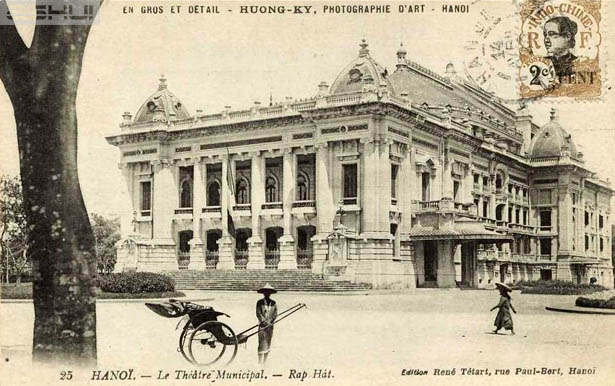